# Droga wojewódzka nr 555
Droga wojewódzka nr 555 (DW555) – droga wojewódzka w woj. mazowieckim o długości 9 km łącząca drogę wojewódzką nr 559 z drogą wojewódzką nr 562. Droga przebiega przez powiat płocki. Podlega Rejonowi Dróg Wojewódzkich Gostynin-Płock. Jest drogą klasy Z.

## Miejscowości leżące przy trasie DW555
- Srebrna
- Kobierniki
- Siecień
- Murzynowo
- Stary Duninów